# MESS
Multi Emulator Super System (MESS) est un émulateur de nombreuses consoles de jeux et autres systèmes informatiques, basé sur le logiciel MAME. Depuis le 27 mai 2015, faisant partie intégrante de MAME, le projet se poursuit donc en un seul exécutable pour l'arcade, les consoles et les ordinateurs.
Le but premier de MESS est de préserver des dizaines d'années d'histoire des ordinateurs et des consoles de jeux. La technologie avançant continuellement, MESS tente de garder ces systèmes vintage à l'abri d'un éventuel oubli.
MESS émule des ordinateurs portables et des consoles de jeux, des ordinateurs personnels ainsi que des calculatrices. Le projet se concentre sur la fidélité aux systèmes originaux et la portabilité, ce qui fait que Mess n'est presque jamais l'émulateur le plus rapide sur un système en particulier. Néanmoins, sa fidélité le rend utile pour le développement d'homebrew, comme sur l'Atari 7800.
MESS supporte 340 systèmes uniques avec un total de 998 variations et croît au fur et à mesure du temps. Cependant, tous les systèmes inclus dans MESS ne sont pas fonctionnels, certains sont indiqués défectueux ou sont en cours de développement.

## Licence
MESS est distribué sous la même licence que MAME. Si MESS est disponible gratuitement (et cela inclut son code source), ce n'est pas pour autant un logiciel open source ou un logiciel libre car l'utilisation commerciale ou la redistribution sont interdites, c'est-à-dire que la licence ne satisfait pas l'Open Source Definition, et qu'il ne s'agit pas d'un logiciel libre tel qu'il est défini par la Free Software Foundation.
En particulier, MESS peut être redistribué sous forme de code source ou de binaire, qu'il soit modifié ou non, mais « les redistributions ne peuvent ni être vendues, ni être utilisées dans un produit ou une activité commerciale ».  De plus, les redistributions de versions modifiées (travaux dérivés) doivent inclure la totalité du code source correspondant (ce qui est similaire au copyleft). 

## Problèmes posés par l'usage de l'émulateur MESS
Généralement, l'émulation consiste uniquement en une logique matérielle pure comme celle du CPU ou de la mémoire vive, et des DSP spécialisés comme des générateurs de son ou des sprites. Cependant, les émulateurs n'incluent pas le moindre code contenu dans les puces ROM des ordinateurs ainsi émulés, étant donné que ces logiciels sont sujets aux droits d'auteur. Ceci rend la plupart des émulations dans MESS inutilisable sans se procurer les données contenues dans ces ROM.
Obtenir les données des ROM soi-même, directement depuis le matériel émulé, peut être extrêmement difficile, technique et onéreux, étant donné que cela peut nécessiter le désoudage de puces à circuit intégré de la carte à circuit imprimé du matériel sur lequel elle est implantée. Le circuit intégré dessoudé est placé dans un périphérique de lecture de puces, lui aussi très cher, connecté au port série d'un autre ordinateur, et disposant de prises et emplacements spécifiquement conçus pour correspondre à la forme du boîtier de circuit intégré en question, et ce afin de réaliser un transfert des données de la puce ROM vers un fichier de données.
Le retrait d'une puce soudée est souvent bien plus facile que sa réinstallation, surtout dans le cas de composants montés en surface, et le périphérique émulé en question peut être détruit après récupération, une fois que la ROM a été ôtée pour lecture.